# Lola Anglada
Dolors Anglada i Sarriera, bekend als Lola Anglada, (Barcelona, 1892 - Tiana, 12 september 1984) was een Catalaans schrijfster en tekenares. Ze werkte voor bijna alle Catalaanse tijdschriften voor kinderen uit haar tijd en was een van de meest representatieve schrijvers van dit genre. Haar werk is te bewonderen in het Museu Nacional d'Art de Catalunya (MNAC) en het Historisch Museum van Barcelona. Haar collectie poppen is tevens zeer bekend en te zien in het Museu Romàntic Can Llopis in Sitges.

## Biografie
Lola Anglada werd in 1892 in Barcelona geboren, maar haar familie kwam oorspronkelijk uit Tiana. Ze studeerde samen met Antoni Utrillo en Joan Llaverias aan de Escola de la Llotja de Barcelona. Llaverias zorgde ervoor dat Lola Anglada haar eerste expositie mocht houden in de Sala Parés van Barcelona en dat het wekelijks verschijnend blad ¡Cu-Cut! een van haar tekeningen publiceerde. Dankzij een beurs van de Franse regering reisde ze aan het einde van de Eerste Wereldoorlog naar Parijs, waar ze samenwerkte met verschillende uitgevers van de Franse hoofdstad, en waar ze in contact kwam met Francesc Macià en Josep Clarà. Tijdens de Spaanse Burgeroorlog sloot ze zich bij de vakbond UGT aan en werkte ze samen met het Comissariat de propaganda. Na de oorlog vestigde ze zich definitief in Tiana, een plaats in de comarca Maresme, in het zomerverblijf van de familie. Ze stierf daar op 12 september 1984.

## Werk
Lola Anglada was veelzijdig met een uitstekende tekentechniek. Ze wordt als laatste van de klassieke Catalaanse tekenaars van de 20e eeuw beschouwd en als een van de belangrijkste vooroorlogse schrijfsters. Ze werkte bijvoorbeeld voor En Jordi, En Patufet, La Nuri (door haarzelf opgericht) en La Mainada. Het personage dat haar vooral bekend heeft gemaakt, "El més petit de tots" (de kleinste van allemaal), was toentertijd een symbool van nationale identiteit. Met haar tekeningen werkte ze ook samen met Francesc Curet i Payrot en met de stukken die deze laatste schreef voor de Diario de Barcelona. In 1975 ontving Lola Anglada de Medalla al Mèrit Cultural van de Diputació de Barcelona, in 1980 de Medalla del Foment de les Arts Decoratives en in 1981 de Creu de Sant Jordi van de Generalitat de Catalunya. Ze liet haar collectie poppen na aan de Diputació de Barcelona, die deze in het Museu Romàntic Can Llopis plaatste.

## Enkele publicaties
- 1920: Contes del Paradís
- 1928: En Peret, door haarzelf geïllustreerd
- 1929: Margarida
- 1929: Monsenyor Llangardaix
- 1930: Narcís
- 1934: Contes d'Argent
- 1937: El més petit de tots
- 1949: La Barcelona dels nostres avis
- 1958: La meva casa i el meu jardí
- 1960: Martinet
- 1983: Les meves nines
- 2015: Memòries 1892-1984. Núria Rius Vernet en Teresa Sanz verzorgden de uitgave.